# Moncel-sur-Vair
Moncel-sur-Vair ist eine auf 300 Metern über Meereshöhe gelegene französische Gemeinde im Département Vosges in der Region Grand Est (bis 2015 Lothringen). Sie gehört zum Kanton Neufchâteau im Arrondissement Neufchâteau und entstand 1965 durch die Fusion der bisherigen Gemeinden Gouécourt und Moncel-et-Happoncourt. Sie grenzt im Norden an Maxey-sur-Meuse, im Osten an Soulosse-sous-Saint-Élophe und im Süden und im Westen an Coussey.
Der Vair fließt zwischen Greux und Moncel-sur-Vair in die Maas.

## Bevölkerungsentwicklung
| Jahr      | 1962 | 1968 | 1975 | 1982 | 1990 | 1999 | 2008 | 2019 |
| --------- | ---- | ---- | ---- | ---- | ---- | ---- | ---- | ---- |
| Einwohner | 163  | 162  | 161  | 170  | 218  | 241  | 221  | 196  |